# Toluidina
La toulidina es un compuesto químico derivado del tolueno o metilbenceno, (C6H5CH3), clasificable como un amino-compuesto, específicamente una amina aromática o aril-amina. Hay tres isomeros de la toluidina: la orto-toluidina (o-toluidina), la meta-toluidina (m-toluidina) y la para-toluidina (p-toluidina). Tienen una estructura similar a la anilina excepto que hay un hidrógeno sustituido por un grupo metilo en al anillo bencénico. La diferencia entre los tres isómeros es la posición de enlace del grupo metilo sustituyente(-CH3) con relación a la posición relativa del grupo funcional amino(-NH2); ver la ilustración de las estructuras químicas abajo.
| Isómeros de la toluidina         | Isómeros de la toluidina      | Isómeros de la toluidina      | Isómeros de la toluidina      |
| -------------------------------- | ----------------------------- | ----------------------------- | ----------------------------- |
| Nombre común                     | o-toluidina                   | m-toluidina                   | p-toluidina                   |
| Otros nombres                    | o-metilanilina 2-metilanilina | m-metilanilina 3-metilanilina | p-metilanilina 4-metilanilina |
| Nombre químico IUPAC             | 2-amino-1-metilbenceno        | 3-amino-1-metilbenceno        | 4-amino-1-metilbenceno        |
| Fórmula química                  | C7H9N                         | C7H9N                         | C7H9N                         |
| Masa molar                       | 107.17 g/mol                  | 107.17 g/mol                  | 107.17 g/mol                  |
| Temperatura de transición vítrea | 189 K                         | 187 K                         | [No formador de cristales]    |
| Punto de fusión                  | −23 °C                        | −30 °C                        | 43 °C                         |
| Punto de ebullición              | 199–200 °C                    | 203–204 °C                    | 200 °C                        |
| Densidad                         | 1.00 g/cm³                    | 0.98 g/cm³                    | 1.05 g/cm³                    |
| Número CAS                       | [95-53-4]                     | [108-44-1]                    | [106-49-0]                    |
| SMILES                           | CC1=C(N)C=CC=C1               | NC1=CC(C)=CC=C1               | NC1=CC=C(C)C=C1               |
|                                  |                               |                               |                               |
| Referencias y Deslindes          |                               |                               |                               |

Las propiedades químicas de las toluidinas son muy similares a las de la anilina. Las toluidinas tienen propiedades comunes con otras aminas. Debido al grupo amino enlazada al anillo aromático, las toluidinas son débilmente básicas. Ninguna de las toluidinas es muy soluble en agua pura agua, pero se vuelven solubles si la disolución acuosa es acidificada debido a la formación de sales de amoníaco, como es usual para las aminas orgánicas. A temperatura y a presión ambiente, las orto- y meta-toluidinas son líquidos viscosos, pero la para-toluidina es un sólido. Esto puede explicarse por el hecho de que las moléculas de la p-toluidina son más simétricas y encajan en una estructura lineal cristalina más fácilmente. La p-toluidina puede obtenerse a partir de la reducción del p-nitrotolueno. La p-toluidina reacciona con el formaldehído para formar la base de Tröger.
Las toluidinas son utilizadas en la producción de pigmentos. Son los componentes de los aceleradores para pegamentos de cianoacrilato. Son tóxicas y se tiene cierto nivel de certeza de que son carcinógenos humanos. 
El compuesto relacionado o-tolidina, utilizado como una presunta prueba para sangre en ciencia forense, se compone de dos moléculas de o-toluidina enlazadas.